# 杨甲三
杨甲三（1919年—2001年5月5日），男，江苏武进人，中国针灸学家，曾任北京中医学院教授、博士生导师，第三届全国人大代表，第五、六、七届全国政协委员。

## 著作
《杨甲三取穴经验》

## 師承弟子
師承于承淡安，弟子有，等。

## 其他
- 中醫
- 针灸
- 蒲辅周
- 施今墨
- 錢伯煊
- 西苑醫院